# KV41
KV41 ist ein altägyptisches Grab im Tal der Könige. Es stammt aus der Zeit der frühen 18. Dynastie (Neues Reich) oder dem Ende der 17. Dynastie (Zweite Zwischenzeit). KV41 befindet sich hinter Deir el-Bahri auf dem westlichen Nilufer im so genannten Valley of the Pits. Es ist nicht bekannt, für wen das Grab angelegt wurde.

## Allgemeines
Das in den Hügeln liegende Grab besteht lediglich aus einem 11,24 Meter tiefen Schacht, mit den Maßen 1,82 × 1,62 Meter und einem Volumen von 33,13 Kubikmetern. Nebenkammern wurden nicht angelegt. Die Arbeiten wurden von den Handwerkern eingestellt, ohne das Grab vollendet zu haben. Es existieren keine Wandmalereien oder Graffiti.

## Historie
Obwohl nicht bekannt ist, für wen das Grab angelegt wurde, vermutete die Ägyptologin Elizabeth Thomas, dass Königin Tetischeri, die mögliche Ehefrau des thebanischen Herrschers Senachtenre, KV41 hat bauen lassen. Diese Zuordnung bedeutet, dass das Grab am Ende der 17. Dynastie errichtet worden sei. Damit wäre es eines der ersten Gräber, das für eine Königin im Tal der Könige angelegt worden wäre. Für diese Theorie gibt es keine Beweise. Sicher ist, dass das Grab nie benutzt wurde. Historische Fundstücke konnten im Grab nicht entdeckt werden.
Das Grab wurde 1899 von Victor Loret im Auftrag des Service des Antiquités entdeckt. Im gleichen Jahr begannen die Ausgrabungen. 1900 besuchte Georges Aaran Bénedite das Grab, zwei Jahre später Georg Steindorff. 1991 erfolgten erneute Ausgrabungen im Auftrag des Institut français d’archéologie orientale in Zusammenarbeit mit der Abteilung für Archäologie der Universität Kairo.